# Stea de bariu
O stea de bariu este o gigantă roșie de tip spectral G sau K al cărui spectru indică o superabundență de elemente chimice izvorâte din procesul s prin prezența liniei spectrale Ba II cu λ = 455,4 nm a bariului ionizat o dată Ba+.
Aceste stele prezintă și caracteristici spectrale ale carbonului prin liniile de metilidină CH, de cianogen CN și de carbon diatomic (cu linii Swan pentru acesta din urmă).
Studiul vitezei lor radiale indică faptul că aceste stele sunt întotdeauna stele binare, în timp ce studiul lor în ultraviolet de către International Ultraviolet Explorer a permis să se identifice, în anii 1990, prezența de pitice albe în unele din aceste sisteme. Se crede că stelele de bariu sunt rezultatul unui transfer de masă — sub efectul vântului stelar, de notat — într-un sistem binar al unei stele de carbon din ramura gigant asimptotică (AGB) spre o stea din secvența principală, care este, prin urmare, îmbogățită în carbon și în elemente sintetizate de companionul său: după ce acest transfer s-a terminat, steaua de carbon devine o pitică albă, în timp ce steaua din secvența principală devine o gigantă roșie îmbogățită în carbon, bariu și alte elemente izvorâte din nucleosinteza stelară prin captura lentă de neutroni (proces s) care se observă astăzi.
Pe parcursul evoluției sale, o stea de bariu este probabil mai mare și mai rece decât o stea de tip spectral G sau K, deci un tip spectral M, dar cu o supraabundență de elemente sintetizate prin procese s care îi conferă o semnătură spectrală bogată în zirconiu Zr și monoxid de zirconiu ZrO, ceea ce o face o stea „extrinsecă” de tip S.

## Exemple
Zeta Capricorni, HR 774 și HR 4474 sunt stele de bariu.